# Paloma Picasso
Paloma Picasso (19 de abril de 1949) é uma estilista de moda francesa e espanhola, mais conhecida pela sua assinatura em joias e perfumes.

## Vida e nome
Nascida em 19 de abril de 1949 em Vallauris, França, Paloma é a filha mais nova de Pablo Picasso e de Françoise Gilot (1921-2023). Seu irmão mais velho é Claude, seu irmão do meio chama-se Pablo (conhecido como Pablito) e sua irmã do meio chama-se Maya.
Paloma significa "pomba" em espanhol e é uma herança do seu pai, símbolo concebido para a Conferência Internacional de Paz em Paris, no ano em que ela nasceu. Paloma Picasso é representada em muitas das obras de seu pai, entre as quais destacamos Paloma em Azul e Paloma com Laranja.

## Carreira
Paloma começou a carreira em 1968, quando ela era designer de joias. Alguns colares que Paloma tinha criado trouxeram a atenção positiva dos críticos, e registrou-se em um curso da joia. Logo, Yves Saint Laurent convidou-lhe para projetar acessórios e acompanhar uma de suas coleções, e em 1971, ela já estava trabalhando para a companhia grega Zolotas da Joia.
Paloma projetou joias para o dramaturgo e o diretor Rafael López-Cambil (conhecido como Rafael López-Sánchez) com quem se casou mais tarde.
Em 1980, Paloma começou a projetar a joia para Tiffany & Co. de New York. Suas primeiras criações misturavam as cores com negrito. Paloma usou por muito tempo o símbolo da pomba e o vermelho da cor como as assinaturas de seu trabalho, que explorou durante toda sua carreira.
Logo, Paloma foi ramificando em novas áreas do design. Em 1984, quando ela começou a criar fragrâncias, criando o grande êxito "Paloma", perfume para L'Oréal. Seu marido, Lopez-Cambil desenvolveu a imagem para o perfume com cores vermelho e preto embaladas e moldadas em garrafas. No New York Post, Paloma foi descrita como uma "forte mulher". Hoje, Paloma tem uma grande linha de cosméticos, incluindo loções para o corpo, pó, gel's, sabonetes e perfumes.

## Vida pessoal
Em 1978, Rafael López-Cambil casou-se com Paloma em uma cerimônia com tema preto e branco. Paloma Picasso vive hoje em Lausana, Suíça.